# 大平武洋
大平 武洋（おおひら たけひろ、1977年5月11日 - ）は、将棋棋士。棋士番号243。桐谷広人八段門下。東京都北区出身。

## 棋歴
1990年、第15回中学生名人戦で優勝し、13歳で奨励会に入会。1996年後期から三段リーグに参加し、リーグ11期目となる2001年後期に16勝2敗の成績を収め、四段に昇段した（プロ入り）。この時大平は24歳であった。同期にプロになった棋士は熊坂学。
2003年に王位戦で予選を勝ち抜き挑戦者決定リーグ入り。リーグでは初参加ながら健闘し、3勝2敗と勝ち越すも、残留決定戦で中川大輔に敗れ、リーグ陥落。
2006年に第19期竜王戦の成績に基づき五段に昇段したが、これは、竜王戦の規定による昇段の条件（の一つ）が「竜王ランキング戦2回連続優勝」から「竜王ランキング戦2回連続昇級」へ緩和された後に適用された初のケースであった。
2005~2006年度は研修会幹事を務めた。
2009年度順位戦でC級2組で9勝1敗の成績（参加者43名中1位）でC級1組へ昇級した。
2013年度には、第7回朝日杯二次予選の決勝で中村太地を破り本戦トーナメント出場。
2016年度C級1組順位戦では1回戦から5連敗と不調で、後半調子を挽回したが3勝7敗に終わり、C級2組へ降級が決まった。
順位戦においては、その後も不調が続き、2018年度C級2組順位戦、2019年度C級2組順位戦は1勝9敗で2期連続で降級点を喫することとなった。降級点2で臨んだ2020年度C級2組順位戦では第9局の時点で1勝8敗となり、順位の関係上、最終局を待たずして降級点を喫し、フリークラス編入となった。

## 棋風
居飛車党で、特に矢倉を得意とする。 

## 普及活動
- 東京出身であるが、「地方への将棋の普及のために、もっと地方在住の棋士がいてもいいはず」と語り、一時期新潟県に在住していた。新潟で彼の指導を受けた中には中学生名人戦や小学生将棋名人戦の優勝者になった者がいる。2007年夏に東京に移住して以降も定期的に新潟を訪れ、交流の様子を自身のブログで報告している。
- 「将棋世界」誌の企画「Xは誰だ」[3]の第9代担当者で、一月で119局対局を行った。ちなみに119は自身が好んでいたガールズバンド・MARIAに所属するメンバーの当時の年齢を合計した値で、本人は最初から119局対局する予定だったとのこと。
- 2016年、著書「ネット将棋攻略！早指しの極意」で第28回将棋ペンクラブ大賞優秀賞を受賞[4]。
- 2025年7月10日より対局の中継記者（記者名は「武洋」）としても活動している[5]。

## 連盟での委員会活動
- 将棋ソフト不正使用疑惑に絡む総会での3理事解任を受け、2017年3月30日、西尾明らと共に「電子機器の取り扱い、対局規定の委員会」の委員に選ばれた旨が、日本将棋連盟から発表された[6]。

## 人物
- 趣味はオートレース、競艇、競馬、麻雀、ZONE の MAIKO。
- 麻雀については、2022年の第3回囲碁・将棋チャンネル杯麻雀王決定戦、2023年の第4回囲碁・将棋チャンネル杯麻雀王決定戦に、囲碁・将棋棋士を代表する選手として出場。
- 囲碁も趣味とし、囲碁・将棋チャンネルの囲碁番組『棋力向上委員会 The PASSION!!』に、アマチュア選手として出演したことがある。
- 公式ブログを頻繁に更新しており、本音を語ることが多く棋士内外からの支持を得ていた。2006年の名人戦の毎日新聞単独主催案が否決された直後にブログを休止すると宣言し、一時休止後に復帰したが、同年にブログを閉鎖。その後、2007年8月21日より別ブログにて再開したが、2009年10月29日に閉鎖した。
- 2008年5月 - 7月に放映されたフジテレビ系列の土曜ドラマ「ハチワンダイバー」にて、鈴木大介、佐藤天彦、戸辺誠とともに将棋の監修・技術指導を担当した。
- 2017年2月24日、 将棋倒しを撮影・収録するCMに苦言を呈した[7]。

### アイドル
女性アイドルに造詣が深く数々の逸話を残す。アイドルと将棋の橋渡し役になることも多い。

#### MAIKOの熱狂的ファン
2005年に解散したバンド・ZONE の MAIKO の熱狂的なファンである。対局で負けが込んだときに、「MAIKOが芸能界を引退したら自分も将棋をやめる」とブログで発言したこともある。
2005年3月18日の第18期竜王戦昇級者決定戦1回戦・児玉孝一戦において、当日夜に行われる ZONE の解散コンサートに行きたいがため、すべての手を1手1分未満で指し、持ち時間を1分も使わずに勝利した。将棋の公式戦で自らの持ち時間を1分も使わずに勝利したのは史上3人目の快挙であった。この対局は大阪で行われたが、午前中に終局したため、埼玉県三郷市で行われた解散コンサートに駆けつけることができた。その後も全国各地で開催された ZONE の解散コンサートをすべて回った。このエピソードは、2006年6月7日放送のテレビ番組「トリビアの泉 〜素晴らしきムダ知識〜」で紹介された。番組内で「たまたまテレビで ZONE を見て勇気づけられ、プロ棋士になる夢を達成できた。今の自分があるのは ZONE のおかげ」「将棋より ZONE のほうが大事」と発言している。同番組で本人に内緒で MAIKO との対談がセッティングされ、サプライズ的な形で MAIKO と対面した大平は直後に「今日死んでも悔いはないです」とコメントした。番組内の補足では、「再びコンサートと対局が重なったときは、対局を拒否する」とコメントした旨が、同番組司会者の八嶋智人に読み上げられた。ちなみに大平は当期竜王戦で昇級者決定戦2回戦以降も勝ち続け、翌第19期の5組昇級を遂げた。

#### 48グループ
自身のTwitterで（2019年2月時点）HKTを中心に48グループのファンであることを公表している。

## 弟子

### 棋士となった弟子
| 名前       | 四段昇段日   | 段位、主な活躍 |
| ---------- | ------------ | -------------- |
| 長谷部浩平 | 2018年4月1日 | 五段           |

（2022年10月13日現在）

## 主な著書
- 必修! 穴熊戦の絶対手筋105 （マイナビ、2014年）ISBN 978-4-8399-5322-5
- わかる! 勝てる! ! 現代中飛車（マイナビ、2014年）ISBN 978-4-8399-5410-9
- ネット将棋攻略！早指しの極意 （マイナビ、2015年）ISBN 978-4-8399-5517-5
- 矢倉囲いを極める77の手筋 （マイナビ、2016年）ISBN 978-4-8399-6043-8
- これだけで勝てる 四間飛車のコツ（マイナビ、2016年）ISBN 978-4-8399-6103-9
- これだけで勝てる ゴキゲン中飛車のコツ（マイナビ、2017年）ISBN 978-4-8399-6178-7
- これだけで勝てる 三間飛車のコツ（マイナビ、2017年）ISBN 978-4-8399-6227-2
- これだけで勝てる 石田流のコツ（マイナビ、2017年）ISBN 978-4-8399-6298-2
- これだけで勝てる 相振り飛車のコツ（マイナビ、2017年）ISBN 978-4-8399-6385-9
- これだけで勝てる 角交換振り飛車のコツ（マイナビ、2017年）ISBN 978-4-8399-6394-1
- これだけで勝てる 将棋 終盤のコツ（マイナビ、2018年）ISBN 978-4-8399-6554-9
- これだけで勝てる 将棋 序・中盤のコツ（マイナビ、2018年）ISBN 978-4-8399-6651-5
- 将棋・勝利の方程式 必至の極意（マイナビ、2019年）ISBN 978-4-8399-6811-3
- 将棋の基本 駒別手筋事典（マイナビ、2019年）ISBN 978-4-8399-6913-4
- 将棋・中盤戦の考え方（マイナビ、2019年）ISBN 978-4-8399-7102-1
- 横歩取り▲５八玉＆▲６八玉戦法（マイナビ、2020年）ISBN 978-4-8399-7196-0
- 急戦矢倉でガンガン行こう！ 後手から攻める３つの作戦（マイナビ、2020年）ISBN 978-4-8399-7414-5
- これだけで勝てる 角換わりのコツ（マイナビ、2021年）ISBN 978-4-8399-7560-9
- これだけで勝てる 矢倉のコツ（マイナビ、2021年）ISBN 978-4-8399-7797-9
- １手ずつ解説する四間飛車穴熊（マイナビ、2022年）ISBN 978-4-8399-7962-1
- 居飛車穴熊で勝とう―将棋・中終盤の道しるべ（マイナビ、2023年）ISBN 978-4-8399-8281-2

## 昇段履歴
- 1990年 6級　=奨励会入会
- 1993年 初段
- 2002年4月1日 四段 =プロ入り
- 2006年9月19日 五段（竜王ランキング戦連続2回昇級） 6組3位（第18期）→5組3位（第19期）→4組（第20期）
- 2016年1月8日 六段（勝数規定）

## 主な成績

### 在籍クラス
| 開始 年度 | (出典)順位戦出典 | (出典)順位戦出典 | (出典)順位戦出典 | (出典)順位戦出典 | (出典)順位戦出典 | (出典)順位戦出典 | (出典)順位戦出典 | (出典)順位戦出典 | (出典)竜王戦出典 | (出典)竜王戦出典 | (出典)竜王戦出典 | (出典)竜王戦出典 | (出典)竜王戦出典 | (出典)竜王戦出典 | (出典)竜王戦出典 | (出典)竜王戦出典 | (出典)竜王戦出典 | (出典)竜王戦出典 |
| 開始 年度 | 期               | 名人             | A級              | B級              | B級              | C級              | C級              | 0                | 期               | 竜王             | 1組              | 2組              | 3組              | 4組              | 5組              | 6組              | 決勝 T           |                  |
| 開始 年度 | 期               | 名人             | A級              | 1組              | 2組              | 1組              | 2組              | 0                | 期               | 竜王             | 1組              | 2組              | 3組              | 4組              | 5組              | 6組              | 決勝 T           |                  |
| --- | ---------------- | ---------------- | ---------------- | ---------------- | ---------------- | ---------------- | ---------------- | ---------------- | ---------------- | ---------------- | ---------------- | ---------------- | ---------------- | ---------------- | ---------------- | ---------------- | ---------------- | ---------------- |
| 2002 | 61               |                  |                  |                  |                  |                  | C244             |                  | 16               |                  |                  |                  |                  |                  |                  | 6組              | --               |                  |
| 2003 | 62               |                  |                  |                  |                  |                  | C225             |                  | 17               |                  |                  |                  |                  |                  |                  | 6組              | --               |                  |
| 2004 | 63               |                  |                  |                  |                  |                  | C214             |                  | 18               |                  |                  |                  |                  |                  |                  | 6組              | --               |                  |
| 2005 | 64               |                  |                  |                  |                  |                  | C215             |                  | 19               |                  |                  |                  |                  |                  | 5組              |                  | --               |                  |
| 2006 | 65               |                  |                  |                  |                  |                  | C213             |                  | 20               |                  |                  |                  |                  | 4組              |                  |                  | --               |                  |
| 2007 | 66               |                  |                  |                  |                  |                  | C229             |                  | 21               |                  |                  |                  |                  | 4組              |                  |                  | --               |                  |
| 2008 | 67               |                  |                  |                  |                  |                  | C218             |                  | 22               |                  |                  |                  |                  |                  | 5組              |                  | --               |                  |
| 2009 | 68               |                  |                  |                  |                  | C126             |                  |                  | 23               |                  |                  |                  |                  |                  | 5組              |                  | --               |                  |
| 2010 | 69               |                  |                  |                  |                  | C131             |                  |                  | 24               |                  |                  |                  |                  |                  | 5組              |                  | --               |                  |
| 2011 | 70               |                  |                  |                  |                  | C119             |                  |                  | 25               |                  |                  |                  |                  |                  | 5組              |                  | --               |                  |
| 2012 | 71               |                  |                  |                  |                  | C111             |                  |                  | 26               |                  |                  |                  |                  |                  | 5組              |                  | --               |                  |
| 2013 | 72               |                  |                  |                  |                  | C124             |                  |                  | 27               |                  |                  |                  |                  |                  | 5組              |                  | --               |                  |
| 2014 | 73               |                  |                  |                  |                  | C132             |                  |                  | 28               |                  |                  |                  |                  |                  | 5組              |                  | --               |                  |
| 2015 | 74               |                  |                  |                  |                  | C122             |                  |                  | 29               |                  |                  |                  |                  |                  | 5組              |                  | --               |                  |
| 2016 | 75               |                  |                  |                  |                  |                  | C201             |                  | 30               |                  |                  |                  |                  |                  | 5組              |                  | --               |                  |
| 2017 | 76               |                  |                  |                  |                  |                  | C239             |                  | 31               |                  |                  |                  |                  |                  | 5組              |                  | --               |                  |
| 2018 | 77               |                  |                  |                  |                  |                  | C218             |                  | 32               |                  |                  |                  |                  |                  |                  | 6組              | --               |                  |
| 2019 | 78               |                  |                  |                  |                  |                  | C246             |                  | 33               |                  |                  |                  |                  |                  |                  | 6組              | --               |                  |
| 2020 | 79               |                  |                  |                  |                  |                  | C247             |                  | 34               |                  |                  |                  |                  |                  |                  | 6組              | --               |                  |
| 2021 | 80               |                  |                  |                  |                  |                  |                  | F編              | 35               |                  |                  |                  |                  |                  |                  | 6組              | --               |                  |
| 2022 | 81               |                  |                  |                  |                  |                  |                  | F編              | 36               |                  |                  |                  |                  |                  |                  | 6組              | --               |                  |
| 2023 | 82               |                  |                  |                  |                  |                  |                  | F編              | 37               | (開始前)         | (開始前)         | (開始前)         | (開始前)         | (開始前)         | (開始前)         | (開始前)         | (開始前)         | (開始前)         |
| 順位戦、竜王戦の 枠表記 は挑戦者。右欄の数字は勝-敗(番勝負/PO含まず)。 順位戦の右数字はクラス内順位 ( x当期降級点 / *累積降級点 / +降級点消去 ) 順位戦の「F編」はフリークラス編入 /「F宣」は宣言によるフリークラス転出。 竜王戦の 太字 はランキング戦優勝、竜王戦の 組(添字) は棋士以外の枠での出場。 |                  |                  |                  |                  |                  |                  |                  |                  |                  |                  |                  |                  |                  |                  |                  |                  |                  |                  |